# Xian autonome yao de Dahua
Le xian autonome yao de Dahua (大化瑶族自治县 ; pinyin : Dàhuà yáozú Zìzhìxiàn) est un district administratif de la région autonome Zhuang du Guangxi en Chine. Il est placé sous la juridiction de la ville-préfecture de Hechi.

## Démographie
La population du district était de 411 920 habitants en 1999, dont 21.15 % de Yao et 74 % de Zhuang, groupe ethnique principalement concentré dans cette région.